# Диктатор
Дикта́тор (лат. dictator, от dicto — диктую, предписываю):
1. Древнеримское чрезвычайное должностное лицо (магистрат) в период Республики (V — 2-я половина I века до н. э.), назначавшееся консулами по решению сената максимум на 6 месяцев при крайней опасности (внутренних неурядицах, военной угрозе и т. д.), когда признавалось необходимым передать власть в руки одного лица.
2. Человек, стоящий во главе диктаторского режима (см. диктатура), единоличный правитель государства, обладающий неограниченной властью и стоящий над законом[1].
3. (переносн.) — жёсткий, авторитарный или тоталитарный руководитель, лицо, облечённое неограниченной властью в какой-либо области управления или хозяйства.

## Римские диктаторы

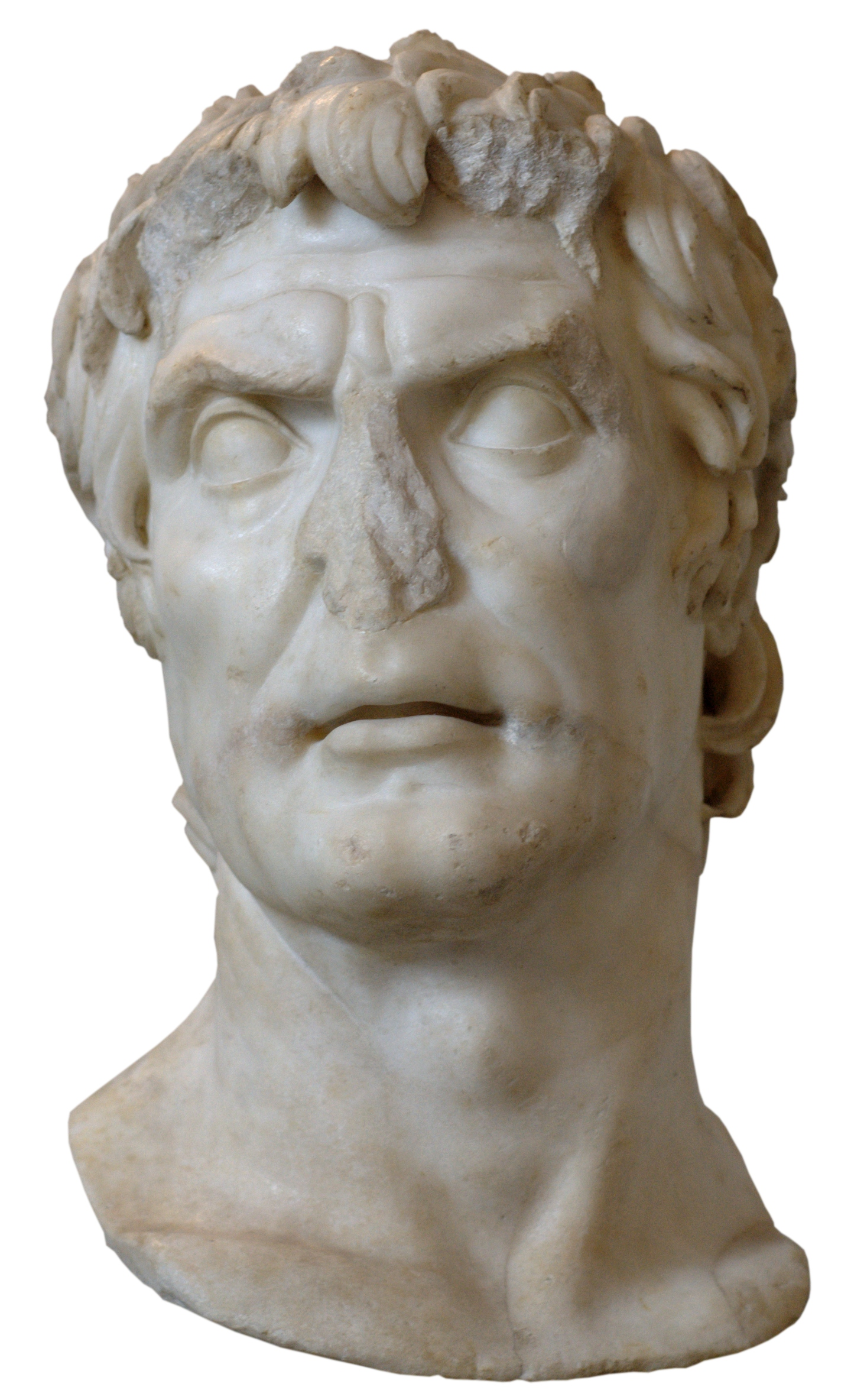
Луций Корнелий Сулла

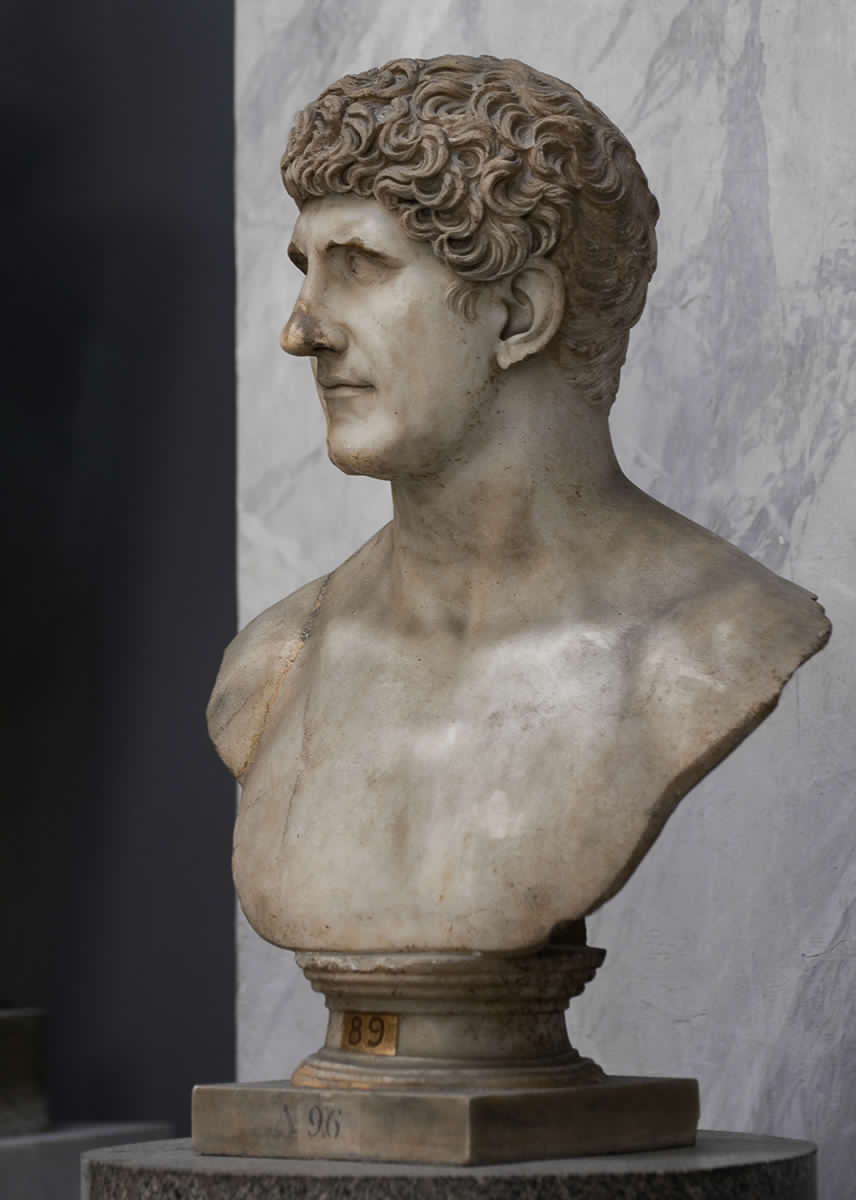
Мраморный бюст Марка Антония

В Древнем Риме должность диктатора изначально вводилась во время войн и гражданских смут сроком на полгода, хотя иногда диктатор избирался для исполнения какого-нибудь одного поручения, например, «диктатор для забития гвоздя» (религиозный ритуал во время праздника). Диктатор получал полный империй, изданные им законы сразу же приводились в действие, а на приговор диктатора до IV века до н. э. нельзя было подать апелляцию народному собранию (комиции). Внутри Рима его власть не была безграничной: он не мог распоряжаться жизнями граждан. В период поздней республики, при Сулле и Цезаре, назначенных диктаторами без ограничения срока (dictator perpetuus), должность диктатора приобрела монархический характер.
В Древнем Риме процедура назначения диктатора заключалась в следующем: сенат выносил так называемый «чрезвычайный сенатусконсульт (постановление)», выражавшийся в формуле: «Пусть консулы примут меры, чтобы государство не претерпело ущерба». После этого консулы называли имя диктатора и тотчас распускали своих ликторов, которые все переходили к диктатору (диктатору полагалось 24 ликтора, тогда как консулам — по 12); таким образом они оказывались перед диктатором рядовыми гражданами, и он имел над ними право жизни и смерти, как и над всеми гражданами, кроме народных трибунов. По назначении, диктатор выбирал себе помощника — «начальника конницы», а к его титулу прибавлялась причина его избрания (например, диктатор, избиравшийся на случай военной опасности, — Dictator rei gerundae causa, т. e. диктатор для ведения войны).
Чаще всего диктаторы назначались в IV веке, поскольку римляне в то время воевали с галлами и соседними италийскими племенами.
Первоначально на должность диктатора могли назначаться только патриции, но с 356 до н. э. — также плебеи.
В 82 г. до н. э. Сулла существенно расширил полномочия диктаторов, а в 44 до н. э. после смерти Цезаря должность была отменена Марком Антонием. Был издан закон, запрещающий диктатуру.

## Новое и новейшее время

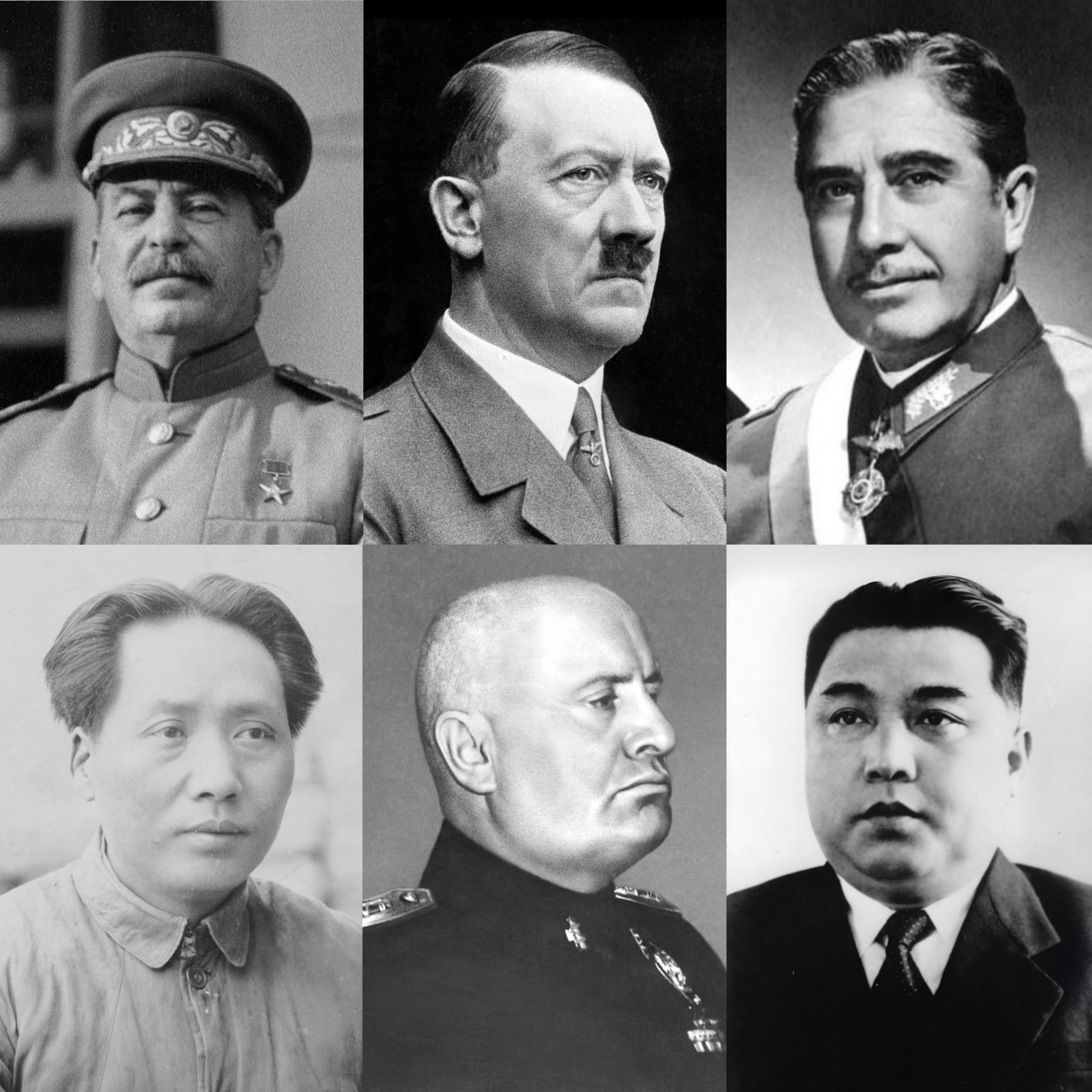
Наиболее известные диктаторы XX века. Иосиф Сталин, Адольф Гитлер, Аугусто Пиночет, Мао Цзэдун, Бенито Муссолини и Ким Ир Сен.

В Новое время (особенно с эпохи Французской революции) термин, под влиянием классических реминисценций, возрождается, обозначая правителя, получившего неограниченную власть в чрезвычайной ситуации. В словаре иностранных слов (1954 года) зафиксировано употребление слова в переносном значении: «Лицо, облечённое неограниченной властью в какой-либо области управления или хозяйства»).
Неограниченная власть не означает, что диктатор единолично принимает все принципиальные решения, поскольку это физически невозможно. Также при нём могут быть (и часто бывают) совещательные органы, формально наделённые высшими властными полномочиями. Однако в условиях диктатуры любые такие органы издают свои постановления и указы согласно воле диктатора.
Диктаторами Новейшего времени были: Адольф Гитлер, Карлис Улманис, Бенито Муссолини, Иосиф Сталин, Франсиско Франко, Антониу ди Салазар, Николае Чаушеску, Энвер Ходжа, Иосип Броз Тито, Фидель Кастро, Аугусто Пиночет, Ким Ир Сен, Мао Цзэдун, Чан Кайши, Пол Пот, Муаммар Каддафи, Иди Амин, Мобуту Сесе Секо, Жан-Бедель Бокасса, Саддам Хусейн, Хафез Асад и другие.

### Современность
К современным диктаторам можно отнести Владимира Путина, Александра Лукашенко, Башара Асада, Си Цзиньпина, Ильхама Алиева и Ким Чен Ына.